# Ignacy Fonberg
Ignacy Fonberg (ur. 1 lutego 1801 w Bielsku Podlaskim, zm. 23 października 1891 w Kijowie) – polski chemik i doktor nauk medycznych.

## Życiorys
Ród Fonbergów wywodził się z Warmii. Ojciec Ignacego był fabrykantem powozów i wyrobów żelaznych w Bielsku Podlaskim. W 1817 roku Ignacy Fonberg ukończył Gimnazjum Białostockie. Studia odbył na wydziale matematyczno-fizycznym Uniwersytetu Wileńskiego. W roku 1822 zastąpił na uczelni Jędrzeja Śniadeckiego, rozpoczynając pracę naukową i pedagogiczną. W 1826 roku otrzymał nominację na adiunkta, trzy lata później na profesora nadzwyczajnego. Po zlikwidowaniu Uniwersytetu Wileńskiego, został profesorem Akademii Medyczno-Chirurgicznej w Wilnie.
W 1842 roku został przeniesiony na wydział lekarski Uniwersytetu w Kijowie. Stał się sławny dzięki organizowaniu otwartych wykładów publicznych, na których popularyzował nauki przyrodnicze, kursy dla lekarzy, farmaceutów i przyrodników.
W 1854 roku otrzymał tytuł profesora zasłużonego. Pięć lat później przeszedł na emeryturę.
Ważniejsze prace naukowe: Chemia z zastosowaniem do sztuk i rzemiosł (t. 1–3, Wilno 1827–1829), Słownik wyrazów chemicznych (Wilno 1825), Wykład teorii gorzenia (Wilno 1821), Wiadomość o cholerze i o sposobach oczyszczania powietrza w czasie panującej zarazy (Wilno 1830, wraz z Feliksem Rymkiewiczem), Wiadomość początkowa chemii ułożona dla klasy III szkół powiatowych (Wilno 1827, praca dwutomowa).